# Зотов, Иван Степанович
Ива́н Степа́нович Зо́тов (1903 — 1963) — советский дипломат.

## Биография
Член ВКП(б). Окончил государственный педагогический институт. Был заведующим кафедрой политической экономии.
С 1 ноября 1937 по 6 апреля 1940 года — полномочный представитель СССР в Латвии.
С 6 апреля 1940 по 6 апреля 1941 года — полномочный представитель СССР в Финляндии.
С апреля по август 1941 года — заведующий отделом Скандинавских стран МИД СССР.
С 1941 года — сотрудник Всесоюзного общества культурной связи с заграницей (ВОКС), затем директор Московского государственного педагогического института иностранных языков.
Похоронен на Новодевичьем кладбище (уч. 5, ряд 35).